# SzaVal

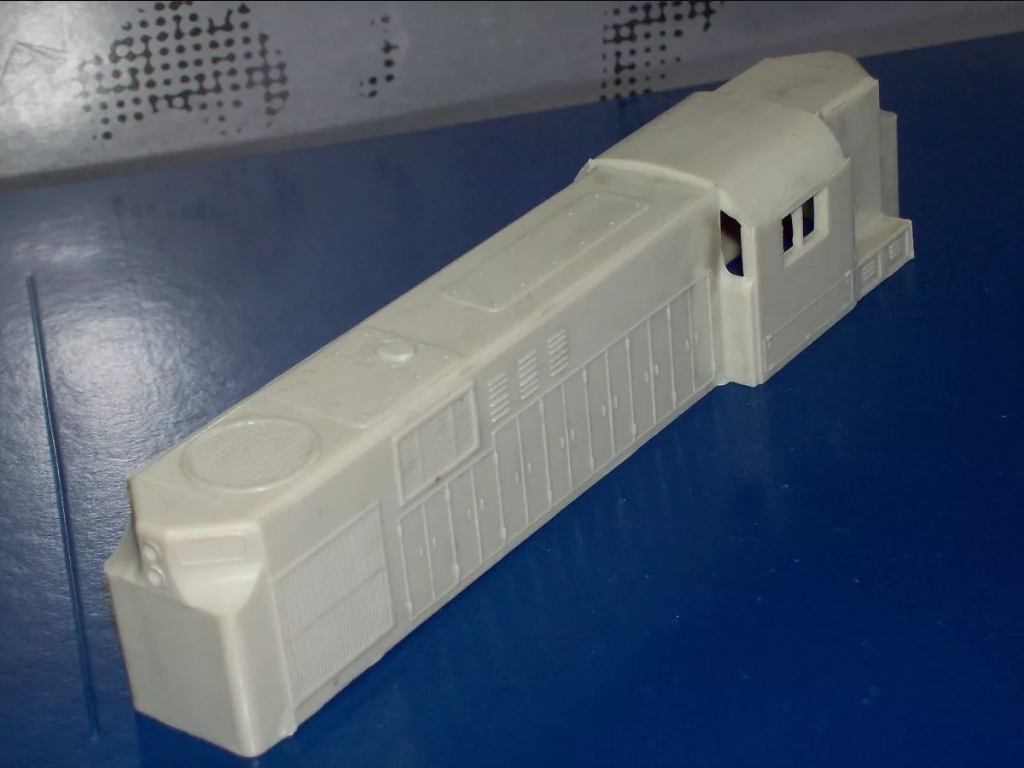
Carrocería de la Rs11

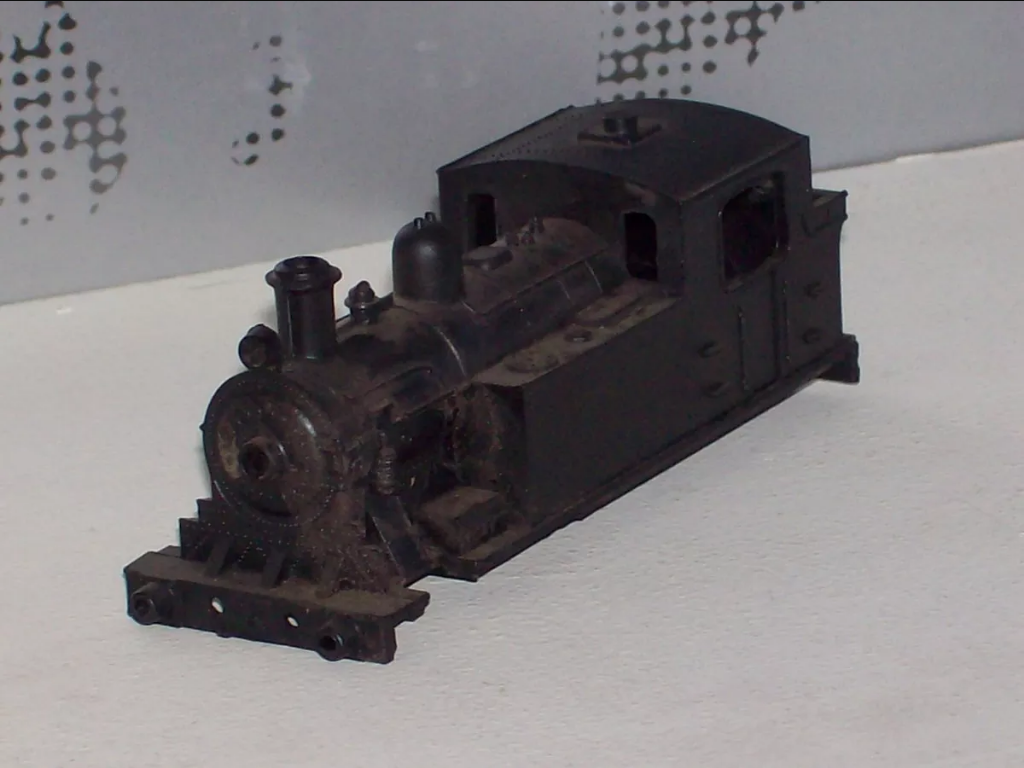
Carrocería de pilota a vapor 0-6-0

SzaVal fue una pequeña fábrica Argentina de trenes eléctricos en Escala H0, fundada por Szavo y su sobrino Valentín en los años 80.

## Historia
SzaVal fue una de las pocas fábricas de trenes eléctricos en Argentina, tal como "Alema" de la que poco se sabe al día de hoy.
SzaVal fue fundada por Szavo y su sobrino Valentín en Berazategui en la década del 80'. 
Aparte de haber sido una de las pocas fábricas en Argentina de este rubro, SzaVal tenía una gran variedad de productos: locomotoras, vagones, kits para armar, puentes y repuestos.  Sorprendentemente, tanto el mecanizado como el bobinado de los motores era completamente realizado por SzaVal (algo poco frecuente para el tamaño de la fábrica).

## Características de sus modelos

### Locomotoras y sus motores
Por lo que se sabe, SzaVal tuvo 2 generaciones de motores para sus Locomotoras.
Todos de Corriente Continua.

#### Generación 1
La Generación 1 de motores SzaVal, estaba formada por un Motor de marca Bühler, colocado horizontalmente en una estructura de chapa con engranajes del mismo material. Estos motores eran de gran potencia; una pequeña locomotora Pilota 0-6-0 podía arrastrar un tren de más de 10 vagones con facilidad.

#### Generación 2
La Generación 2 de motores SzaVal era mucho más avanzada a la anterior. Con el motor completamente construido por SzaVal, y colocado verticalmente en un chasis de acero, se logró un mejor acabado estético y de peso en sus máquinas, sacrificando potencia.

## Galería

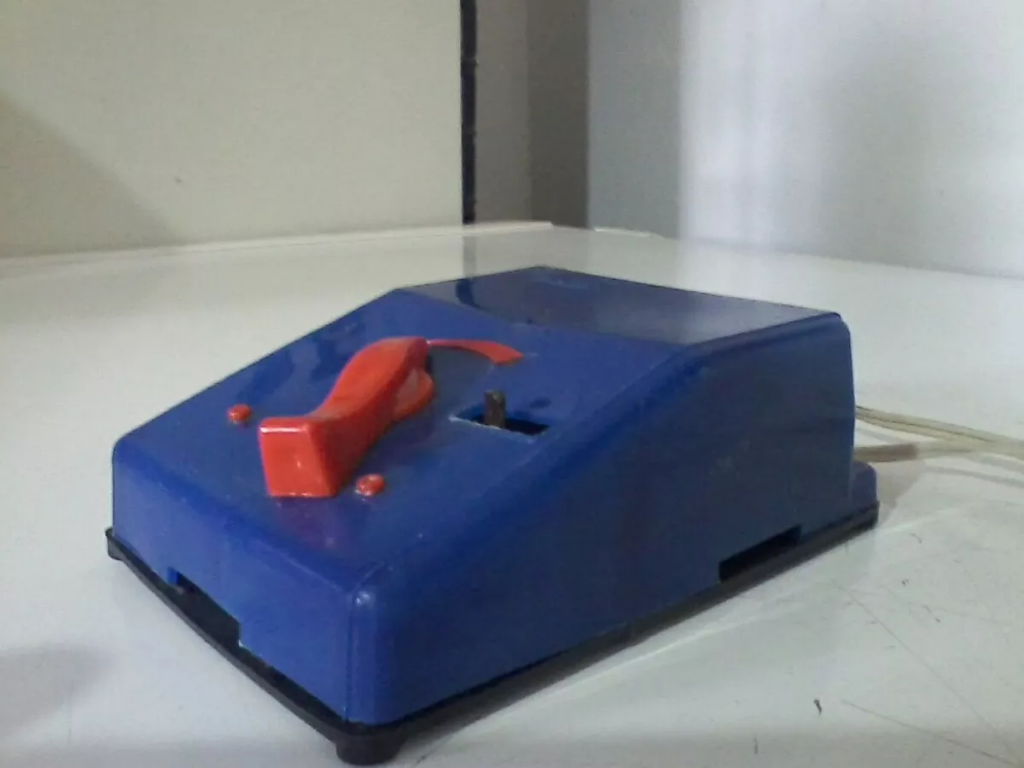
Transformador SzaVal C.C
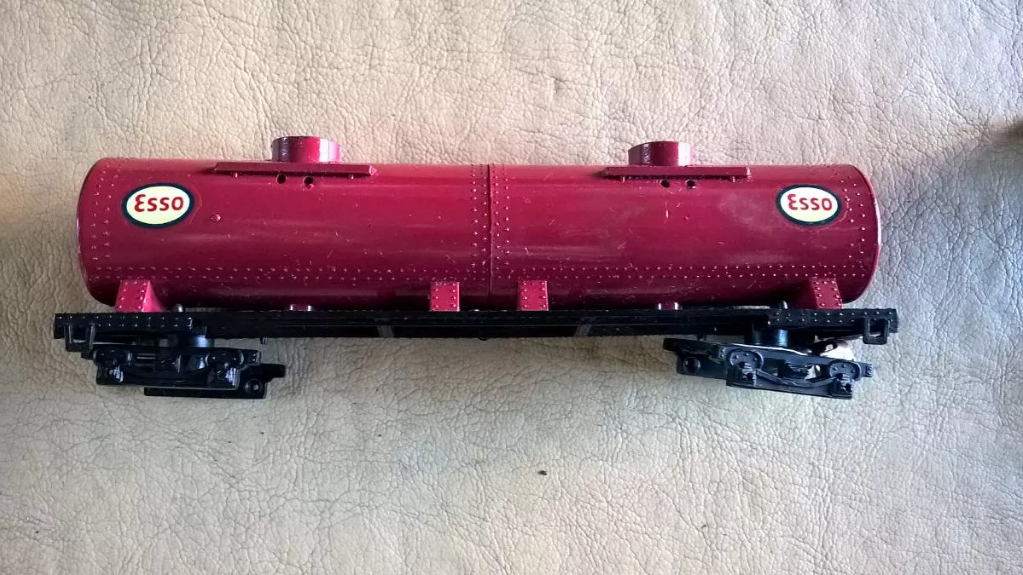
Vagón tanque Esso SzaVal
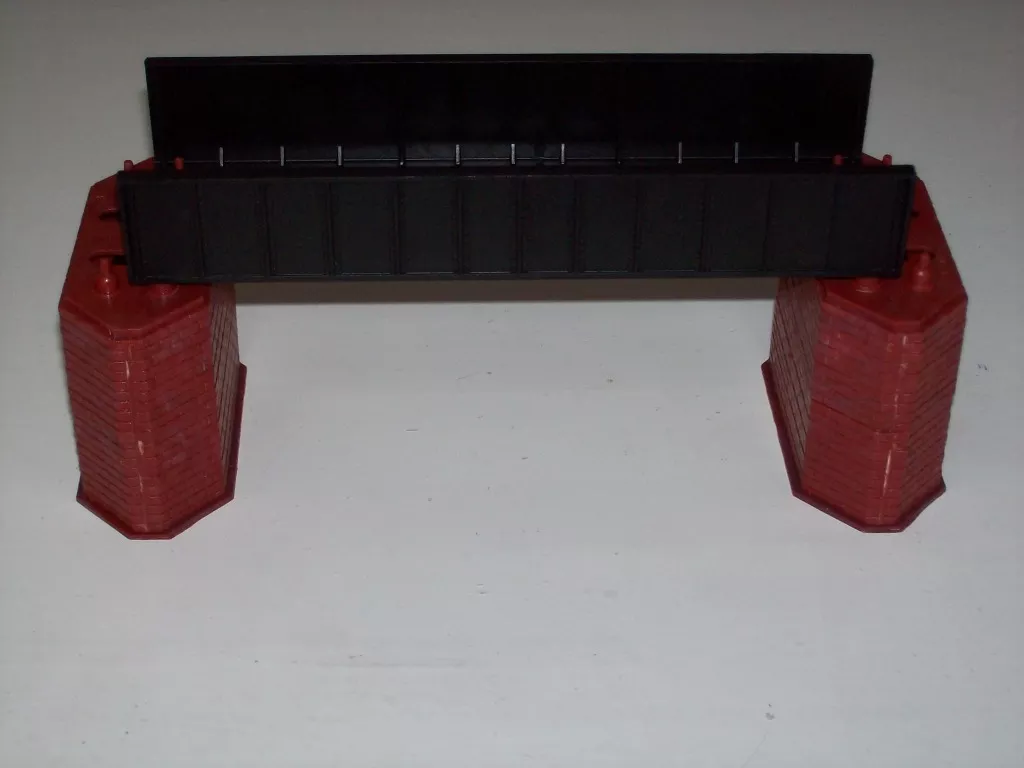
Puente Cerrado argentino SzaVal
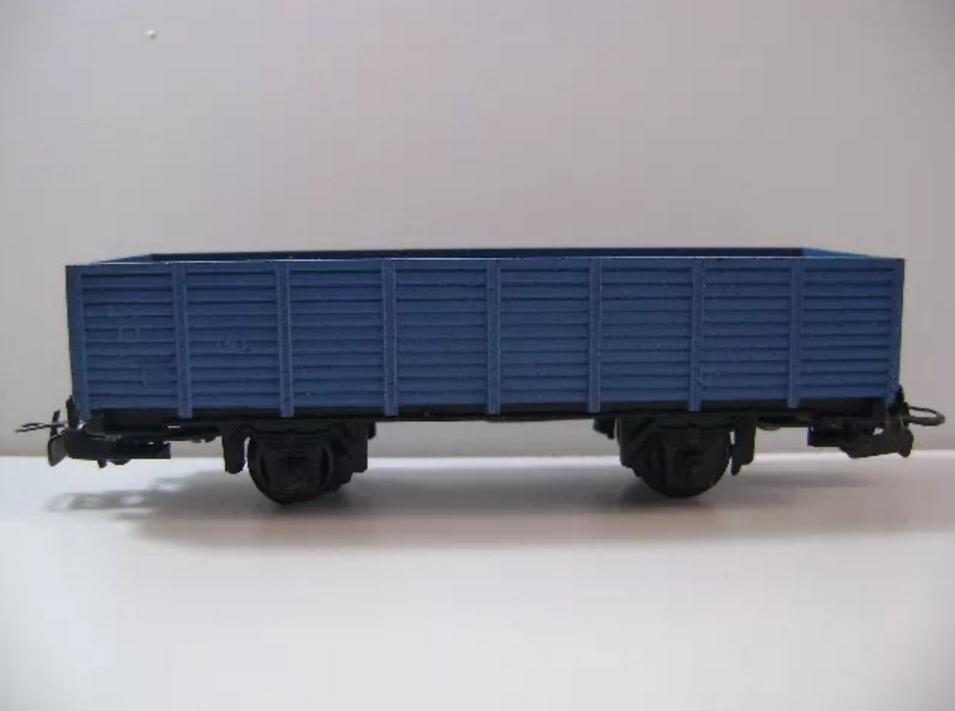
Vagón borde alto o Góndola SzaVal